# Barrage-écluse d'Hastière
Le barrage-écluse d'Hastière, l'écluse d'Hastière ou encore le barrage d'Hastière, officiellement l'écluse 1 Hastière, est un barrage-écluse sur la Meuse, dans la province de Namur, en Belgique. Ce barrage-écluse est composé d'un barrage en amont sur la Meuse long d'environ 85 mètres et d'une écluse en aval sur une partie de la Meuse canalisé, la séparant du reste de la Meuse, longue d'environ 110 mètres et large d'environ 12 mètres ; l'écluse est séparée du barrage d'environ 400 mètres. C'est le premier barrage et la première écluse sur la Meuse en Belgique en venant de la France, dans le sens du courant du fleuve.
Aménagement d'importance pour la commune d'Hastière (qui comprend une deuxième écluse en aval) permettant le passage de bateaux en amont de la Meuse vers la France, il est ainsi important également pour la région wallonne et l'économie de la Haute-Meuse. Le barrage et l'écluse voient le jour entre 1868 et 1880, période durant laquelle neuf barrages dotés d'une écluse chacun sont érigés sur la Haute-Meuse en Belgique ; entre 1983 et 2002, l'écluse et le barrage sont en travaux dans le cadre d'une rénovation importante et l'écluse est opérationnelle depuis 2001.

## Situation
Le barrage-écluse se situe entre les villages de Hermeton-sur-Meuse et d'Hastière de la commune namuroise de Hastière en région wallonne. Ce barrage-écluse est le premier que l'on rencontre en Belgique après avoir franchit la frontière franco-belge à 4,05 km de là. En amont, le barrage-écluse est précédé par le pont de Heer-Agimont à 3,86 km et par l'écluse 59 dite les Quatre Cheminées à 6,3 km ; alors qu'en aval, il est suivi par le pont d'Hastière-Lavaux à 1,45 km et l'écluse 2 dite de Waulsort à 4,79 km. Le viaduc Charlemagne, quant à lui, est situé à 12,6 km en aval.

## Description de l'ouvrage
Une échelle à poisson se situe à côté du barrage. La différence de hauteur entre les eaux en amont et en aval est de 2,75 mètres.
Le barrage est électromécanique équipé de vannes-segments avec hausses. L'écluse, de 100 mètres de long sur 12 mètres de large, comprend un bâtiment de commande où un éclusier ouvre et ferme les portes. Les deux ouvrages sont distants de 500 mètres ; le barrage se situe sur le cours de la Meuse quant à l'écluse, elle se situe sur une partie canalisé séparée de la Meuse par un môle.

## Histoire
Avant la rénovation entre 1983 et 2001, le barrage mixte à aiguilles et à hausses était le dernier du genre en activité en Belgique. La décision de le rénover était une simple question de sécurité, les barrages manuels étant complexes et dangereux concernant leur vétusté. Ainsi, les neuf barrages construits entre 1868 et 1880 ont tous été modernisés, remplacés par des ouvrages électromécaniques et équipés de vannes-segments avec hausses.
L'écluse quant à elle a été rénovée entièrement mais a gardé son aspect d'origine.